# François Adrien Toulan
François Adrien Toulan (1761 – Parigi, 30 giugno 1794) è stato un militare francese.

## Biografia
François Adrien Toulan fu un commerciante di musica a Parigi. Precedentemente capo ufficio nella gestione delle proprietà degli émigrés, divenne successivamente membro della Comune di Parigi.
Mutato in un realista, cercò di far evadere Maria Antoinetta d'Austria. Arrestato, riuscì a fuggire a Tolosa, poi a  Bordeaux, dove esercitò sotto falso nome la professione di scrivano pubblico. Dopo essere stato scoperto, fu portato di nuovo a Parigi e ghigliottinato il 30 giugno 1794.
Dopo la Restaurazione, Maria Teresa di Francia, duchessa d'Angoulême, concesse una pensione alla vedova.